# 21672 Лаічунью
21672 Лаічунью (21672 Laichunju) — астероїд головного поясу, відкритий 7 вересня 1999 року.
Тіссеранів параметр щодо Юпітера — 3,399.